# Philipp Heidenheim

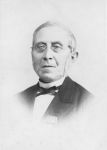
Philipp Heidenheim

Philipp Heidenheim (geboren am 14. Juni 1814 in Bleicherode; gestorben am 14. Juni 1906 in Sondershausen) war ein deutscher Rabbiner und Gymnasialprofessor.

## Leben
Nach Privatunterricht durch einen Göttinger Hochschullehrer in Mathematik, Englisch und Französisch in den Jahren 1834 und 1835 bestand Philipp Heidenheim im Herbst 1835 in Erfurt das Lehrerexamen.
Ostern 1837 wurde Heidenheim als Prediger und Direktor der jüdischen Schule in Sondershausen angestellt. 1842 gründete er ein Knabenpensionat. Er betrieb privat rabbinische Studien und wurde 1845 nach bestandener Prüfung in Schönlanke als Rabbiner ordiniert. Am 20. August 1845 wurde er zum Rabbiner der Gemeinde Sondershausen ernannt (damals die einzige jüdische Gemeinde im Fürstentum Schwarzburg-Sondershausen). Im folgenden Jahr wurde ihm auch die Betreuung der benachbarten schwarzburg-rudolstädtischen Gemeinden in Frankenhausen und Immenrode übertragen; diese Aufgabe ging dann aber Ende der 60er Jahre auf den Rabbiner in Nordhausen über.
Nach Auflösung der jüdischen Schule erhielt er 1841 eine Anstellung als Lehrer an der fürstlichen Realschule, wo er 1881 zum Professor ernannt und 1886 in den Ruhestand entlassen wurde.
Von 1857 bis 1860 war er Leiter des örtlichen Gewerbevereins.
Philipp Heidenheim heiratete am 28. August 1839 Lina Leser, Tochter des Hofagenten und früheren Gemeindevorstehers David Leser (1780–1843) in Sondershausen. Aus der Ehe gingen sechs Kinder hervor: Richard (geboren am 1. April 1840, Geheimer Sanitätsrat und Arzt in Bleicherode), Henriette (geboren am 12. April 1842; gestorben am 4. Februar 1919), Louis (geboren am 11. März 1844), Bruno (geboren am 14. April 1846), Gustav (geboren am 17. Oktober 1850) und Amalie (geboren am 5. November 1852). 
Philipp Heidenheim wurde auf dem Jüdischen Friedhof in Sondershausen bestattet.